# بوحجار
بوحجار (به عربی: بوحجار) یک شهرداری در الجزایر است که در استان الطارف واقع شده‌است. بوحجار ۱۶٬۳۸۵ نفر جمعیت دارد.